# Pardé-Koeffizient
Der Pardé-Koeffizient (auch Schwankungskoeffizient) wird in der Hydrologie verwendet, um das zeitliche Abflussverhalten von Einzugsgebieten beschreiben zu können. Er ist der Quotient aus dem (langjährigen) mittleren Monatsabfluss und dem (langjährigen) mittleren Jahresabfluss. Die Werte des Pardé-Koeffizienten eines bestimmten Monats liegen in gemäßigten Klimaten im Allgemeinen zwischen 0 und 3.
Der Koeffizient wurde nach dem französischen Hydrologen Maurice Pardé benannt.